# Frankie Oviedo
Frankie Oviedo Oviedo (Cali, 21 september 1973) is een voormalig Colombiaans voetballer die speelde als middenvelder. Hij beëindigde zijn actieve loopbaan in 2008 bij de Colombiaanse club Boyacá Chicó.

## Clubcarrière
Oviedo maakte zijn debuut in het profvoetbal in 1993 als speler van América de Cali, de club uit zijn geboorteplaats Cali. Met die club won hij tweemaal de Colombiaanse landstitel. Een groot deel van zijn loopbaan verdiende hij zijn geld in Mexico, waar hij uitkwam voor onder meer Club América en Puebla FC.

## Interlandcarrière
Oviedo kwam 24 keer uit voor het Colombiaans voetbalelftal en scoorde daarbij vier keer. Onder leiding van bondscoach Javier Álvarez maakte hij zijn debuut voor Los Cafeteros op 30 maart 1999 in de vriendschappelijke uitwedstrijd tegen Venezuela (0-0). Hij nam met zijn vaderland deel aan de strijd om de CONCACAF Gold Cup 2000.

## Erelijst
América de Cali
- Landskampioen

1997, 2000
 Club América
- Landskampioen

2002
 Pachuca CF
- Landskampioen

2006
 Deportivo Táchira
- Landskampioen

2008